# Thomas Kirkman
Thomas Penyngton Kirkman (31 de marzo de 1806 – 3 de febrero de 1895) fue un matemático británico, que destacó en el campo de la teoría de grupos en su país natal, y que es recordado principalmente por un problema de combinatoria que lleva su nombre, el problema de las colegialas de Kirkman. En términos de la matemática actual, demostró el teorema de la existencia del triple sistema de Steiner S(2,3,n). También contribuyó a extender la teoría de los cuaterniones.

## Biografía
Asistió a la escuela primaria en Bolton, donde se le enseñó griego y latín, pero no matemáticas. Aunque era muy bueno en ellas y a pesar de que su maestro y el vicario vieron su potencial, el padre no pudo ser persuadido y Thomas se vio obligado a abandonar la escuela a los 14 años. Trabajó en la oficina de su padre, continuando sus estudios de latín y griego y ampliando su conocimiento de idiomas también con el aprendizaje del francés y del alemán.
Tras nueve años trabajando, contravino los deseos de su padre e ingresó en el Trinity College de Dublín para estudiar matemáticas, filosofía, clásicos de la ciencia para su licenciatura. A su regreso a Inglaterra en 1835, pasó a ser pastor de la iglesia anglicana y fue cinco años párroco, primero en Bury y después en Lymm. En 1839 se convirtió en vicario en la parroquia de Southworth en Lancashire, cargo que ocupó durante 52 años.
Kirkman captó la esencia de la combinatoria en una época en que era considerada un tema propio de la matemática recreativa. También realizó numerosas contribuciones a la geometría discreta y a la teoría de grupos, pero nunca tuvo un cargo universitario.
En 1850 presentó el «problema de las colegialas», que lo haría famoso dentro del mundo de las matemáticas. Básicamente consiste en imaginarse a 15 alumnas caminando los 7 días de la semana en 5 filas de 3 alumnas cada una, de manera que al terminar la semana no haya habido dos de ellas que hayan caminado juntas, (o sea, en la misma fila) más de una vez. En realidad puede verse que hay 7 soluciones distintas a este problema.